# Błękit patentowy V
Błękit patentowy V, błękit sulfanowy, E131 – organiczny związek chemiczny, syntetyczny, niebieskofioletowy barwnik spożywczy (azowy, bądź smołowy).
Dopuszczalne dzienne spożycie wynosi 15 mg/kg ciała.

## Zastosowanie

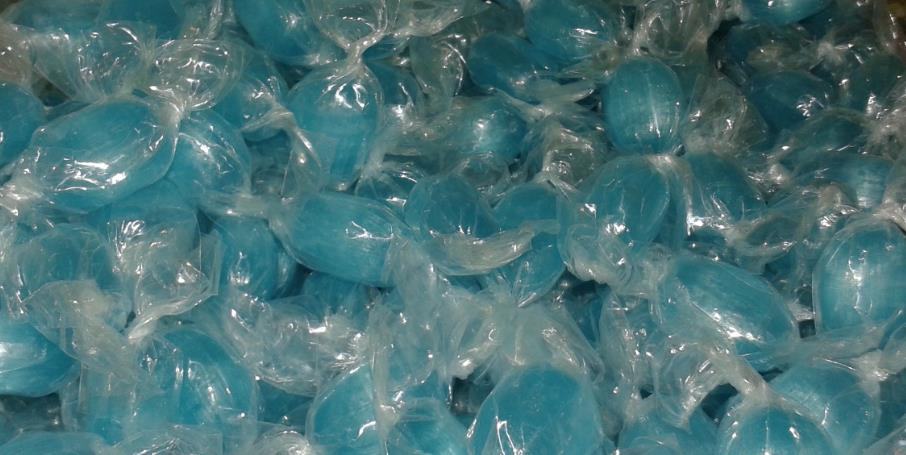
Cukierki lodowe barwione E131

Obecnie wycofywane jest jego użycie w przemyśle spożywczym, aczkolwiek czasami jest dodawany do żelków i jajek szkockich.
W medycynie rzadko już używany w limfangiografii jako barwnik do uwidaczniania naczyń chłonnych, coraz częściej zastępowany nowszymi technikami. Stosowany jest również do barwienia niektórych leków przeciwbólowych i przeciwalergicznych w kapsułkach lub w syropie.
W stomatologii jest stosowany jako barwnik do tabletek barwiących. Pokrywa on płytkę nazebną, uwidaczniając ją w ten sposób.

## Zagrożenia
W stosowanych stężeniach błękit patentowy V rzadko wywołuje skutki uboczne, jednak może powodować reakcje alergiczne takie jak: świąd, pokrzywka, nudności, niedociśnienie oraz żołądkowo-jelitowe, a w rzadkich przypadkach także wstrząs anafilaktyczny. Może powodować wzmożenie wydzielania histaminy.

## Regulacje prawne
Stosowanie błękitu patentowego V jako dodatku do żywności jest zabronione w Australii, USA oraz Norwegii.